# Pigment photosynthétique

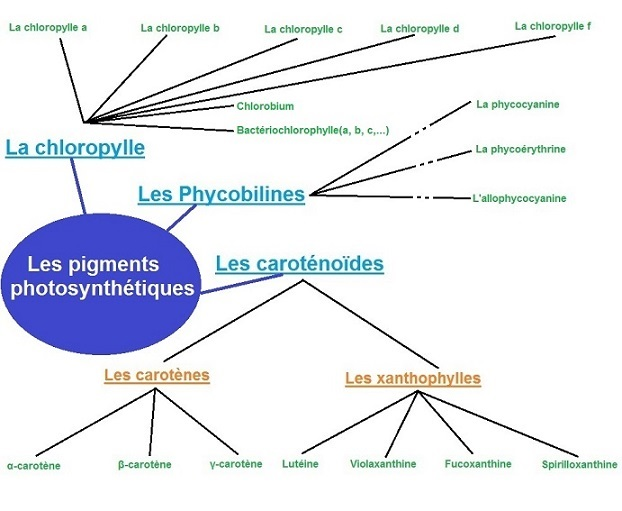
Les principaux pigments photosynthétiques.

Les pigments photosynthétiques  ou pigments assimilateurs, sont les composés chimiques permettant la transformation de l'énergie lumineuse en énergie chimique chez les organismes effectuant la photosynthèse. 

Lorsqu'un photon heurte une molécule de pigment photosynthétique, son énergie excite un atome de cette molécule et la fait passer à un état excité, de niveau énergétique élevé. L'énergie accumulée dans la molécule de pigment est libérée lors du retour à l'état fondamental de la molécule ; il y a trois voies de libération de cette énergie en plus d'un dégagement de chaleur :
- un phénomène de fluorescence ;
- la transmission de l'état d'excitation ;
- la conversion de l'énergie (modification de la structure chimique du pigment ou d'une molécule voisine).

Il y a deux grands types de pigments photosynthétiques, les pigments actifs, capables d'effectuer les 3 modes de libération de l'énergie accumulée, et les pigments accessoires incapables d'effectuer la conversion de l'énergie.

## Pigments actifs
- Chlorophylle a - un pigment bleu-vert
- Bactériochlorophylle

## Pigments accessoires
- Carotène - un pigment orange
- Chlorophylle b - un pigment jaune-vert
- Xanthophylle - un pigment jaune
- Phycobiliprotéine
- Phycocyanine
- Phycoérythrine